# Dschihad Muntasser
Dschihad Abdussalam Muntasser (arabisch جهاد المنتصر, DMG Ǧihād al-Muntaṣṣar, nach englischer Transkription Jehad Muntasser; * 26. Juli 1978 in Tripolis) ist ein ehemaliger libyscher Fußballspieler. Er spielte meistens auf der Position eines Mittelfeldspielers. Er gehörte acht Jahre zum Kader des libyschen Nationalteams.

## Vereine
Muntasser startete seine aktive Karriere in Italien mit Atalanta Bergamo, von wo er 1995 in die Serie C zu AC Pro Sesto wechselte. Im Sommer 1997 kehrte er erstmals Italien den Rücken und wechselte zur Reserve des Premier League Team FC Arsenal. Nach einem Jahr verließ er jedoch wieder London und ging in die englischen Football League Championship zu Bristol City F.C. Dort spielte bis zum Winter 1998 und kehrte im Januar 1999 nach Italien zurück, wo er in der Serie A bei FC Empoli unterschrieb. In seinen ersten Seniorenstationen kam er nicht über die Reservistenrolle hinaus und wechselte zur Saison 1999/2000 zu AS Viterbese Calcio in die italienische Serie C1. Nach einer Saison wechselte er zum Ligakonkurrenten Calcio Catania. Zur Saison 2001/02 wechselte er erneut innerhalb der Serie C1 zu L’Aquila. Nach nur einer Saison wechselte Muntasser dann zum Serie-B-Verein US Triestina, bei dem er während zwei Saisons regelmäßig zum Einsatz kam. Zur Saison 2004/05 wechselte Muntasser dann zur AC Perugia. Am Ende der Saison wurde der Verein zwangsrelegiert, worauf Muntasser zu Treviso FBC 1993 in die Serie A wechselte, wo er aber seither nur ein Ergänzungsspieler ist. Nach zwei Jahren wechselte er von Treviso zum katarischen Verein Al-Wakrah SC. Dort spielte er jedoch nur ein Jahr und kehrte im Mai 2008 nach Libyen zu Al-Ittihad Tripoli zurück. Im Sommer 2010 beendete er seine aktive Karriere.	

## Nationalmannschaft
Muntasser gehörte an der Fußball-Afrikameisterschaft 2006 dem libyschen Kader an, dabei kam er in 2 Gruppenspielen zum Einsatz. Insgesamt lief er für sein Heimatland in 11 Länderspielen auf.

## Beraterkarriere
Nach seinem Karriereende im Juni 2010 wurde er Berater beim Al Ahli Dubai.